# Corthylomantis baldersoni
Corthylomantis baldersoni es una especie de mantis de la familia Mantidae. Es el único miembro del género monotípico Corthylomantis.

## Distribución geográfica
Se encuentra en Australia.